# Gunnar Tolnæs

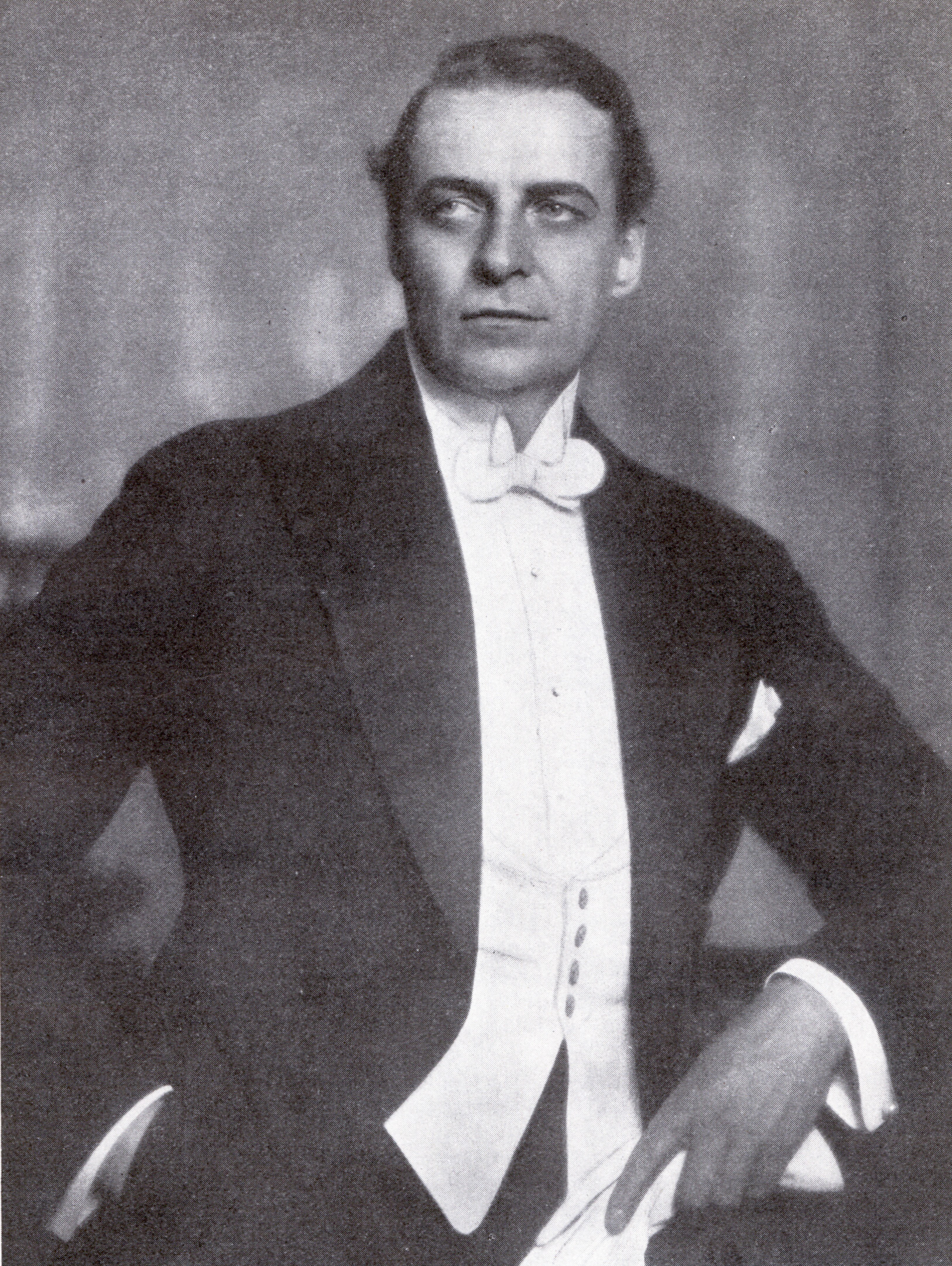
Gunnar Tolnæs (1927).

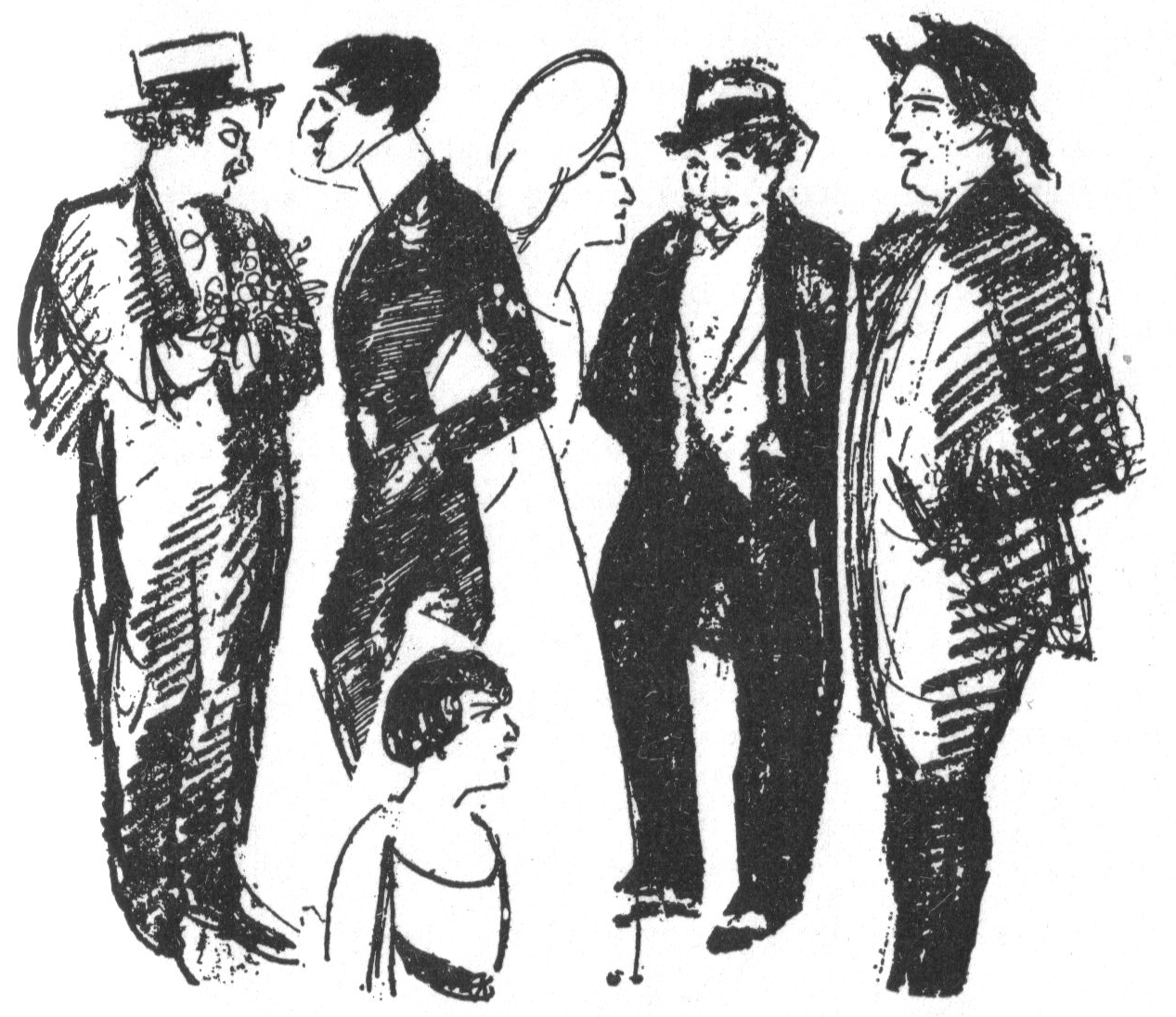
Gunnar Tolnæs (ganz rechts) auf einer Zeichnung von Henry Zimmer.

Gunnar Tolnæs (* 7. Dezember 1879 in Oslo; † 9. November 1940 ebenda) war ein norwegischer Theater- und Filmschauspieler, ein Star des dänischen Stummfilms.

## Leben und Wirken
Der aus Christiana, dem heutigen Oslo, stammende Tolnæs hatte zunächst Jura studiert und anschließend Medizin, das er mit dem Staatsexamen abschloss. Seit 1906 trat Tolnæs auf Bühnen auf und war von 1908 bis 1916 Ensemble-Mitglied des Osloer Nationaltheatret. Im Jahre 1913 stieß er in Schweden zum Film. Nachdem seine ersten Werke einigen Erfolg verzeichnen konnte und Tolnæs zum Star der ‘Svenska’ aufgestiegen war, verpflichtete ihn 1915 die Kopenhagener Filmgesellschaft Nordisk Film und baute ihn zu ihrem neben Valdemar Psilander wichtigsten Zugpferd auf.
Bald wurde der gutaussehende Schauspieler mit dem meist strengen Blick auf Rollen edelmütiger Herren und kultivierter, mal abenteuerlicher, mal mysteriöser Gentlemen in Dramen und Melodramen festgelegt. Vor allem seine Hauptrolle eines interplanetarischen Weltraumpiloten in Das Himmelsschiff und die Titelrolle des Maharadschas in den beiden ersten Teilen des exotischen Abenteuerdramas Die Lieblingsfrau des Maharadscha brachten Tolnæs ungemein große Popularität ein -- auch in Deutschland. 1920 folgte Gunnar Tolnaes dem Ruf des deutschen Regisseurs Max Mack nach Berlin und übernahm auch die Hauptrolle im dritten Teil der ‘Maharadscha’-Trilogie.
Tolnaes blieb während der 1920er-Jahre in Deutschland, kehrte aber immer wieder für den einen oder anderen Film nach Kopenhagen bzw. Stockholm zurück. Mit Anbruch des Tonfilm-Zeitalters war seine Leinwandkarriere beendet, wohl auch wegen seines norwegischen Akzentes. Tolnæs kehrte nach Oslo heim, wo er zwischen 1929 und 1939 nur noch Theater spielte. Erfolg hatte er dort vor allem in Ibsen-Stücken, aber auch als chevaleresker Gentleman und Liebhaber in Operetten und Komödien. Gunnar Tolnaes starb 1940 im Alter von 60 Jahren und wurde auf dem Friedhof Vestre gravlund in Oslo neben seiner Familie bestattet.

## Filmografie (Auswahl)
- 1913: Halbblut (Halvblod)
- 1913: Bröderna
- 1914: Ein Kind der Straße (Gatans barn)
- 1914: Gewonnene Liebe -- Verlorene Ehre (När konstnärer älska)
- 1915: Själetyven
- 1915: Lyset og livet
- 1915: Doctor X
- 1916: Pjerrot
- 1916: Die Lieblingsfrau des Maharadscha (Maharadjahens yndlingshustru)
- 1916: Den mystiske tjener
- 1916: Livets gøglespil
- 1917: Fjeldpigen
- 1917: Mands vilje
- 1918: Das Himmelsschiff
- 1918: Lykkalandet
- 1918: Die Lieblingsfrau des Maharadscha. Zweiter Teil (Maharadjaens Yndlingshustru II)
- 1918: Die Lumpenprinzessin (Stodderprinsessen)
- 1918: Söhne des Volkes (Folkets ven)
- 1919: Prometheus
- 1920: Præsten i Vejlby
- 1920: Der Liebling der Götter (Gudernes yndling)
- 1920: Die Lieblingsfrau des Maharadscha, 3. Teil
- 1921: Sturmflut des Lebens
- 1922: Die Flucht in die Ehe
- 1923: Kærlighedsøen
- 1923: Min ven privatdetektiven
- 1924: Das Wiener Kind (Wienerbarnet)
- 1924: Klein Dorrit (Lille Dorrit)
- 1925: Ihre kleine Majestät (Hennes lilla majestät)
- 1926: Die Lieblingsfrau des Maharadscha (Maharadjahens yndlingshustru III)
- 1926: Das verlorene Glück (Det sovende hus)
- 1928: Geschlecht in Fesseln – Die Sexualnot der Gefangenen
- 1929: Der Narr seiner Liebe